# Palaeodictyoptera

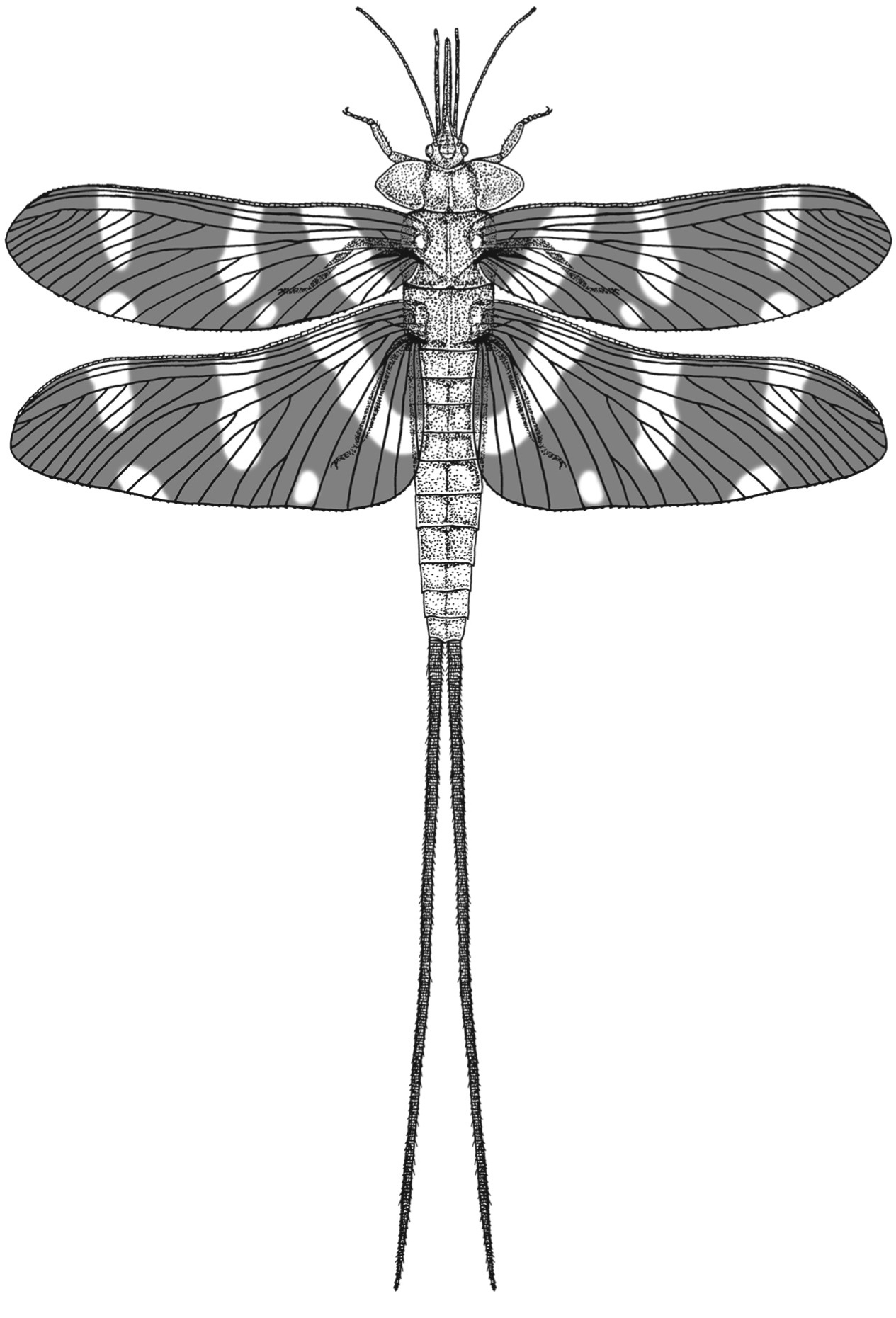
Rekonstrukcja imago Dunbaria fasciipennis Dunbar & Tillyard, 1924 z permu Elmo (Kansas, USA) [Prokop et al.

Palaeodictyoptera – wymarły rząd owadów uskrzydlonych, znany od karbonu (namuru) do permu; nazwa pochodzi od greckich słów παλαιός (palaiós – stary), δίκτυον (díktyon – siatka) i πτερόν (pterón – skrzydło).

## Charakterystyka
Palaeodictyoptera to owady o średniej do bardzo dużej wielkości (rozpiętość skrzydeł do 56 cm). Głowa zwykle mała, lecz z dużymi oczami. Podobnie jak inne Palaeodictyopterida, mają kłujący aparat gębowy złożony z pięciu sztylecików.  
Posiadały dwie pary skrzydeł oraz przypominające skrzydła płaty na przedtułowiu (struktura taka nie występuje u żadnych współczesnych owadów); stąd bierze się używana czasem nieścisła nazwa angielska six-winged insects („owady sześcioskrzydłe”). Skrzydła ze wszystkim żyłkami na zmianę wypukłymi i wklęsłymi; między nimi delikatna nieregularna siateczka (archaedictyon), żyłki poprzeczne lub kombinacja obu tych rodzajów struktur. 
Według zestawienia z 1992 znanych było 81 rodzajów w obrębie 20 rodzin oraz ponad 40 rodzajów incertae sedis (nie zaliczonych do żadnej rodziny). 

## Pozycja systematyczna
Rząd Palaeodictyoptera Goldenberg, 1877 należy do podgromady owadów uskrzydlonych (Pterygota), charakteryzujących się posiadaniem skrzydeł, a w ich obrębie do wymarłego nadrzędu Palaeodictyopterida, odznaczającego się kłującymi narządami gębowymi. Nadrząd ten tradycyjnie uważa się za należący do infragromady owadów staroskrzydłych (Palaeoptera), nie mogących składać skrzydeł na odwłoku, ale według niektórych nowszych stanowisk są bliżej spokrewnione z owadami nowoskrzydłymi (Neoptera).